# Gällivare hembygdsområde
Gällivare hembygdsområde är ett svenskt friluftsmuseum i Gällivare.
Gällivare hembygdsområde ägs och drivs av Gellivare sockens hembygdsförening och ligger vid Vassaraälven. Marken har skänkts av Gällivare kommun. På hembygdsområdet har uppförts byggnader från olika byar inom Gällivare kommun, vilka avspeglar utvecklingen i socknen från mitten av 1800-talet. 

## Byggnader i urval
- Yrttivaaragården, som byggdes 1887 av Johan Petter Olsson (Yrtti-Ado) i Yrttivaara som bostad till dottern och hennes familj. Huset flyttades till hembygdsområdet 1948.
- Baltiska stallet, vilket uppföres 1901 av det ryska bolaget Baltiska trävarubolaget, med stall, vagnslider och förråd, samt med drängkammare en trappa upp.
- Engelska baracken, arbetarbostad från 1880-talet från Norskavägen.
- Silfwerbrands härbre samt stall från 1860-talet från länsman Otto Silfwerbrands hemman.
- Kyrkstugan, tillhörig Liikavaara by, från 1800-talet från hörnet av Kyrkstugugatan och Gamla Parkgatan.
- Missionshuset från Föreningsgatan.
- Handelsboden, uppförd av hemmansägaren och handlaren Wilhelm Köhler på 1870-talet.
- Hedbergs Kalles stuga från 1850 från Andra Sidan.
- Väderkvarn från byn Yrttivaara.
- Ullattigården, byggd 1869 av Erkki Abo Johansson i Ullatti, också tidigare gästgiveri.
- Gällivares epidemisjukstuga, använd från 1890-talet och fram till 1914. Den ligger på ursprunglig plats. Numera använd som café.
- Nils Nilsson Skums ateljékåta, ursprungligen byggd 1930 i Sjiska, nära byn Kaitum.
- Nils Nilssons Skums härbre från Sjiska.